# Alwine Dollfussová
Alwine Dollfussová (německy psáno Dollfuß, rozená Glienke; 12. února 1897 Popowo, provincie Pomořansko – 25. února 1973 Vídeň) byla manželka bývalého kancléře Rakouska Engelberta Dollfusse. V době jeho vraždy pobývala v Itálii s Benitem Mussolinim, jenž jí dovolil použít jeho soukromé letadlo, aby se mohla urychleně vrátit do Rakouska. Je pohřbena na Hietzingském hřbitově po boku svého manžela a jejich dvou dětí, Hannerl a Evy. V roce 1941 byla také satirizována v Brechtově hře Der aufhaltsame Aufstieg des Arturo Ui jako postava „Betty Dullfeet“.
Po roce 1946 žila se svými dvěma dětmi nějakou dobu v kanadském Truro v Novém Skotsku, odkud se v roce 1957 vrátila zpátky do Rakouska.